# Poa carazensis
Poa carazensis là một loài cỏ trong họ hòa thảo, thuộc chi poa.